# Tarsila do Amaral
Tarsila do Amaral, (ngày 1 tháng 9 năm 1886 - 17 tháng 1 năm 1973), được gọi đơn giản là Tarsila, được coi là một trong những nghệ sĩ hiện đại hàng đầu của Mỹ Latinh, cô được mô tả là "họa sĩ người Brazil đã đạt được nguyện vọng của Brazil về việc thể hiện tính dân tộc theo phong cách hiện đại." Cô là thành viên của "Grupo dos Cinco" (nghĩa là Nhóm năm thành viên), một nhóm gồm năm nghệ sĩ người Brazil được coi là ảnh hưởng lớn nhất trong phong trào nghệ thuật hiện đại ở Brazil. Các thành viên khác của "Grupo dos Cinco" là Anita Malfatti, Menotti Del Picchia, Mário de Andrade và Oswald de Andrade. Tarsila cũng đóng góp trong sự hình thành Phong trào Antropofagia (1928-1929); thực ra cô là người đã truyền cảm hứng cho "Tuyên ngôn Cannibal" nổi tiếng của Oswald de Andrade.

## Cuộc đời và học vấn
Tarsila do Amaral sinh ra ở Capivari, một thị trấn nhỏ ở vùng nông thôn của bang São Paulo. Cô được sinh ra trong một gia đình giàu có của chủ đất trồng cà phê, hai năm trước khi kết thúc chế độ nô lệ ở Brazil. Vào thời điểm đó ở Brazil, phụ nữ không được khuyến khích tìm kiếm giáo dục đại học, đặc biệt nếu họ đến từ các gia đình giàu có. Mặc dù đến từ một gia đình khá giả, Tarsila đã có sự hỗ trợ của gia đình cô trong việc học đại học. Khi còn là thiếu niên, Tarsila và bố mẹ cô du lịch đến Tây Ban Nha, nơi Tarsila thu hút sự chú ý của mọi người bằng tài năng vẽ và vẽ các bản sao của tác phẩm nghệ thuật mà cô nhìn thấy trong kho lưu trữ của trường.

## Sự nghiệp
Bắt đầu từ năm 1916, Amaral học vẽ ở São Paulo. Sau đó cô học vẽ và vẽ tranh với họa sĩ học thuật Pedro Alexandrino. Đây là tất cả các giáo viên được kính trọng nhưng bảo thủ. Bởi vì Brazil thiếu một bảo tàng nghệ thuật công cộng hoặc phòng trưng bày thương mại quan trọng cho đến sau Thế chiến II, thế giới nghệ thuật của Brazil vẫn bị bảo thủ về mặt thẩm mỹ và tiếp xúc với các xu hướng quốc tế bị hạn chế. Tarsila học tại Paris từ năm 1920 đến tháng 6 năm 1922 tại Académie Julian  cùng với Emile Renard.